# Рахматова, Шахри
Шахри Рахматова (узб. Shahri Rahmatova) — советский хозяйственный, государственный и политический деятель, Герой Социалистического Труда.

## Биография
Родилась в 1927 году в кишлаке Ермачит. Член КПСС с 1949 года.
С 1940 года — на хозяйственной, общественной и политической работе. В 1940—1982 гг. — колхозница, звеньевая, бригадир колхоза имени Крупской Каттакурганского района Самаркандской области, слушательница Самаркандской областной сельскохозяйственной школы, агроном, бригадир, начальник участка колхоза имени Крупской Каттакурганского района Самаркандской области.
Указом Президиума Верховного Совета СССР от 20 ноября 1950 года присвоено звание Героя Социалистического Труда с вручением ордена Ленина и золотой медали «Серп и Молот».
Избиралась депутатом Верховного Совета Узбекской ССР 2-го, 3-го и 4-го созывов.
Умерла после 1982 года.